# Dachsleren
Dachsleren (auch Dachslern) ist ein Ortsteil der Gemeinde Schleinikon im Schweizer Kanton Zürich.

## Geographie
Das Dorf liegt am Nordhang der Lägern auf 475 m ü. M. am südlichen Hang des Wehntals. Bei Dachsleren erreicht der Talbach die Talebene des Wehntals. Er durchfliesst das Dorf offen und nimmt im Dorfkern den hier eingedolten Steinstägenbach auf. 
Im Nordwesten liegt Niederweningen, im Nordosten Oberweningen und Schöfflisdorf und im Osten das Dorf Schleinikon, das mit Dachsleren an der Dorfstrasse zusammengewachsen ist. Nur wenig nordnordöstlich liegt der ebenfalls zu Schleinikon gehörende Ortsteil Wasen.

## Geschichte
Die Herkunft des Ortsnamens Dachsleren ist unsicher. Es wurde vorgeschlagen, ihn auf althochdeutsch dahs ‚Dachs‘, ergänzt um das stellenbezeichnende Kollektivsuffix althochdeutsch -arra zurückzuführen, womit er «Ort mit Dachsvorkommen» bedeuten würde. Ältere Versuche, ihn als vordeutsch zu interpretieren und aus dem Keltischen abzuleiten, haben keine Grundlage.
Dachsleren findet sich erstmals 831 als (de) Dassarun bezeugt. Weitere frühe Erwähnungen sind 897 (?) Thahssanarra, um 1150 Tacssenera und 1259 (de) Tahsenerrun. Die heutige Lautung mit dem ausspracheerleichternden l kann erst ab 1542 (Dachßlern) nachgewiesen werden.
Am 27. Juli 897 tauschte der Konstanzer Bischof Salomo III, Abt von St. Gallen, die Dörfer Sünikon und Dachsleren gegen Grundbesitz in Hettlingen mit Rudapert. 1340 verkauft Hugo von Griesheim sein Gut zu Dachsleren an die Klosterfrauen des Klosters Ötenbach.
Bis 1409 gehörte Dachsleren zur Herrschaft Regensberg, danach bis 1798 zur Landvogtei Regensberg im Zürcher Stadtstaat. Zwischen 1409 und 1430 wurde der zuvor autonome Ort mit dem benachbarten Schleinikon vereinigt. Seit 1798 gehört Schleinikon mit Dachsleren zum Kanton Zürich, anfangs zum Distrikt Bülach der Helvetischen Republik, die 1803 aufgelöst wurde. Danach war die Ortschaft bis 1813 erneut Bestandteil des Distrikts Bülach, danach gehörte sie zum Oberamt Regensberg, das 1831 in den Bezirk Regensberg umgewandelt wurde. 1871 wurde dieser dann in Bezirk Dielsdorf umbenannt.

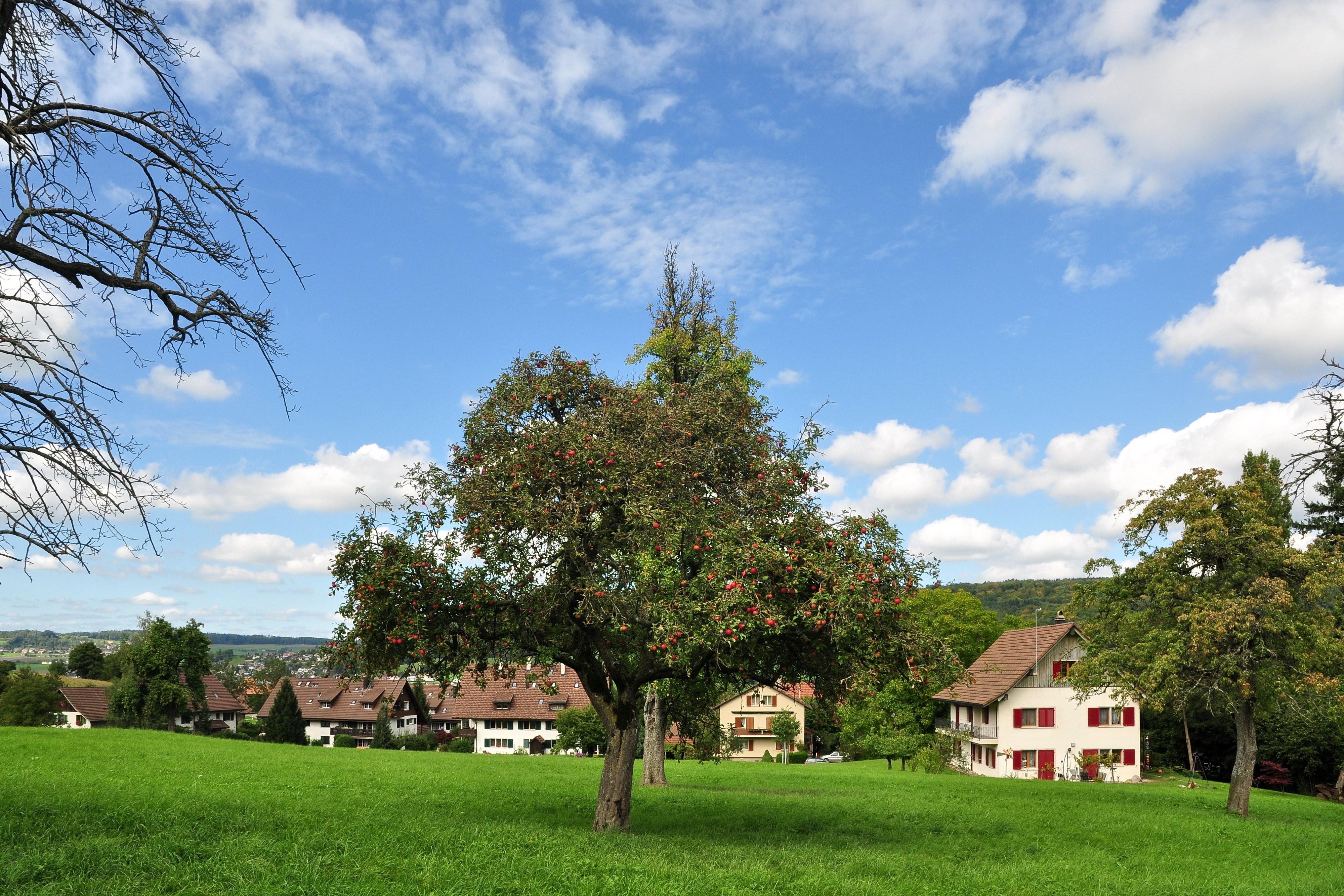
Blick auf Dachsleren

In Dachsleren wurden wie in anderen Ortschaften des Wehntals römische Münzen gefunden. Wenig südöstlich, beim Buchenhof, fand man in der Grosszelg Überreste einer römischen Ansiedlung. Dabei wurden unter anderem Säulenschäfte, Kapitelle, Friesstücke und schön gearbeitete Postamente freigelegt.
Weiterhin stammt das Regensberger Ministerialengeschlecht von Dachslern, das im 13. und 14. Jahrhundert gewirkt hat, aus Dachsleren.

## Religion
Dachsleren gehört anders als Schleinikon, das zur reformierten Kirchgemeinde Schöfflisdorf gehört, ebenso wie ein Teil von Wasen zur reformierten Kirchgemeinde Niederweningen. In der reformierten Kirche Niederweningen sind daher am südlichen Eingangsportal die Wappen von Dachsleren und Wasen eingeschnitzt. Die katholische Kirche befindet sich dagegen in Dielsdorf.

## Verkehr
Dachsleren ist mit einer Nebenstrasse an die Hauptstrasse 17 angeschlossen, welche direkt nach Zürich führt. Die nächsten Bahnhöfe liegen in Schöfflisdorf sowie Niederweningen und sind etwa gleich weit entfernt.